# کاکتوس‌های درختچه‌ای
کویابنتیا(نام علمی: Quiabentia) نام یک سرده از تیره کاکتوس است.